# Mercedes (Camarines Norte)
Mercedes é um município de  segunda classe de renda municipal (d) na província Camarines Norte, nas Filipinas. De acordo com o censo de 1 de maio  de  2020 possui uma população de 55 334 pessoas e 12 571 domicílios.